# Karl Rosenkranz
Johann Karl Friedrich Rosenkranz, född 23 april 1805 i Magdeburg, död 14 juni 1879 i Königsberg, var en tysk filosof.
Rosenkranz blev privatdocent i Halle 1828, extra ordinarie professor där 1831 och professor i Königsberg 1833. Han var föredragande råd i kultusministeriet 1848–1849. Rosenkranz tillhörde centern inom den hegelska skolan och utgav ett stort antal filosofiska och litteraturhistoriska arbeten. Hans huvudarbete är Die Wissenschaft der logischen Idee (1858–1859). Bland övriga arbeten märks Psychologie oder Wissenschaft vom subjektiven Geist (1837; tredje upplagan 1863), Hegel als deutscher Nationalphilosoph (1870), Studien (1839–1876) och Die Poesie und ihre Geschichte (1855). Tillsammans med Friedrich Wilhelm Schubert utgav han en upplaga av Immanuel Kants skrifter i tolv band (1838–1840), avslutad med en av honom författad framställning av den kantska filosofins historia. Carl Silfverstolpe skriver i Nordisk familjeboks förstaupplaga att Rosenkranz "intog en ganska sjelfständig ställning gent emot flere delar af det hegelska systemet. Särskildt har han inlagt förtjenster om naturfilosofiens utveckling med hegelska principer. Såsom literaturhistoriker visar han stor beläsenhet och genialisk förmåga i karakteristiken af poetiska stilriktningar, men de hegelska teorierna med afseende på historiens filosofi förleda äfven honom till konstruktioner, särskildt i grupperingen af de historiska företeelserna."